# Смирнов, Виталий Борисович
Вита́лий Бори́сович Смирно́в (13 апреля 1937, Сталинград, РСФСР — 25 января 2019, Подмосковье, Российская Федерация) — советский российский учёный, доктор филологических наук, профессор, Заслуженный работник высшей школы Российской Федерации, исследователь русской журналистики и литературы, критик и писатель.

## Биография
Родился 13 апреля 1937 года в городе Сталинград, РСФСР.
В 1959 году окончил филологический факультет Саратовского государственного университета имени Н. Г. Чернышевского. После чего работал журналистом в газетах Саратова.
В 1965 году защитил диссертацию на соискание учёной степени кандидата филологических наук. Тема диссертации: "Глеб Успенский в «Отечественных записках». Также написал монографию «Глеб Успенский и Салтыков-Щедрин (Глеб Успенский в „Отечественных записках“)».
В 1967 году назначен заведующим кафедрой русской и зарубежной литературы только что созданного Башкирского государственного педагогического института.
В 1980 году успешно защитил докторскую диссертацию на тему: «Литературная история „Отечественных записок“ (1868—1884): „Отечественные записки“ в общественно-литературном процессе 70 — 80-х годов» в Институте русской литературы Академии наук СССР в Ленинграде. В том же году переехал в Волгоград, где начал преподавательскую деятельность в Волгоградском государственном университете. Здесь заведовал кафедрами русской и зарубежной литературы, литературы и журналистики, затем — кафедрой журналистики.
Был членом Союза писателей и Союза журналистов России. В 1994 году стал главным редактором литературно-художественного иллюстрированного журнала «Отчий край».
Написал около 400 печатных научных работ, в том числе 13 книг и монографий. Занимался исследованием феномена русского «толстого» журнала 1860—1880 годов как движущая сила общественно-литературного процесса.
Действительный член Санкт-Петербургской Академии гуманитарных наук. Удостоен почётного звания Заслуженный работник высшей школы Российской Федерации, лауреат Всероссийской литературной премии «Сталинград».
Умер 25 января 2019 года в Подмосковье.